# Большой Загадай
Большой Загадай — река в России, протекает в Республике Коми по территории района Печора. Правый приток реки Кожва.

## География
Устье реки находится в 37 км по правому берегу реки Кожва, в окрестностях посёлка Берёзовка. Длина реки составляет 11 км. Правый приток — Малый Загадай.

## Данные водного реестра
По данным государственного водного реестра России относится к Двинско-Печорскому бассейновому округу, водохозяйственный участок реки — Печора от водомерного поста у посёлка Шердино до впадения реки Уса, речной подбассейн реки — бассейны притоков Печоры до впадения Усы. Речной бассейн реки — Печора.
Код объекта в государственном водном реестре — 03050100212103000064457.